# Semiothisa getula
Semiothisa getula är en fjärilsart som beskrevs av Hans Daniel Johan Wallengren 1872. Semiothisa getula ingår i släktet Semiothisa och familjen mätare. Inga underarter finns listade i Catalogue of Life.